# Тьомкін Айзик
Айзик Гершевич Тьо́мкін (1896—1938) — громадський і політичний діяч, член Української Центральної Ради.

## Біографія
Народився в 1896 році в місті Козелець на Чернігівщині в єврейській родині. Здобув вищу освіту. Член єврейської партії Поалей Ціон, член ВКП(б). Відповідальний секретар Комітету з земельного устрою трудящих євреїв «Комзет».
Заарештований 27 березня 1938 р. Засуджений: ВКВС СРСР 14 червня 1938 р., звинувачений участь в націоналістичній терористичній організації. Страчений 14 червня 1938 р. в Московській області, Комунарка. Реабілітований у березні 1956 р. ВКВС СРСР.